# Jan Långben tar chansen
Jan Långben tar chansen (även Långben – spelkungen) (engelska: Get Rich Quick) är en amerikansk animerad kortfilm med Långben från 1951.

## Handling
Långben är spelberoende och provar på diverse tärningsspel och enarmade banditer, någonting som hans fru inte uppskattar. Till slut vinner han en stor summa pengar.

## Om filmen
I filmen förekommer karikatyrer av irländare och japaner, som i några TV-sändningar i USA klipptes bort.
Delar av filmens animation kom att återanvändas i Långben-filmen Jan Långben på vattenskidor som släpptes 1961.
Filmen hade svensk premiär den 9 september 1952 på biografen Spegeln i Stockholm.

## Rollista
- Bob Jackman – George Geef (Långben)
- Rhoda Williams – Mrs. Geef[5]